# فرودگاه بنکرفت

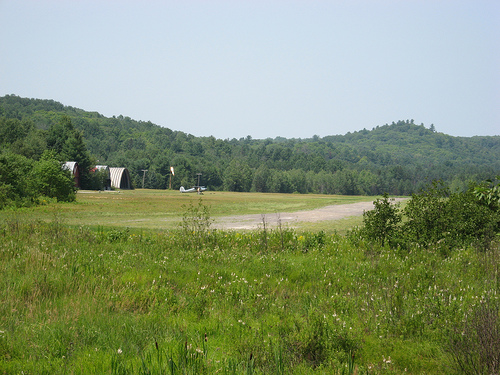
نمایی از فرودگاه

فرودگاه بنکرفت (به انگلیسی: Bancroft Airport) یک فرودگاه همگانی است که یک باند فرود ماسه و شن دارد و طول باند آن ۷۳۲ متر است. این فرودگاه در کشور کانادا قرار دارد و در ارتفاع ۳۳۱ متری از سطح دریا واقع شده‌است.